# Euronews
Az Euronews többnyelvű, páneurópai hírcsatorna, amely az adását 1993 januárjában kezdte meg. A 24 órás televízió egyidejűleg tizenegy nyelven érhető el: arab, angol, francia, görög, német, olasz, spanyol, portugál, orosz, török és magyar nyelven.
A csatornát az Európai Bizottság azzal bízta meg, hogy többségében EU-val kapcsolatos műsorokat sugározzon.
Az Euronews 300 millió háztartásban, 151 országban van jelen, ebből 179 millió európai háztartásban található meg, megelőzve ezzel a CNN Internationalt, a BBC World Newst és a CNBC Európát.
Az Antenna Hungária 2009. augusztus 28-án elindította Magyarországon a hírcsatorna tesztsugárzását a MinDig TV földi digitális televíziós platformján, mely magyar, angol, német és francia nyelven érhető el.
2013. május 30-án 11 órakor indult el a magyar nyelvű Euronews.
2017. február 15-én bejelentették, hogy az amerikai NBC Universal 25%-os részesedést szerzett az Euronewsban, így a csatorna új neve Euronews NBC lett volna. 2020. április 21-én az NBC kiszállt a tulajdonrészből, helyét a Media Globe Networks vásárolta meg, melynek részesedése a csatornában ezzel a tranzakcióval 88%-ra nőtt.
2017. május 24-én 14 órakor az addig 13 hangsávval sugárzó Euronewst 12 helyi nyelven is feliratozott, HD felbontású csatorna váltotta (az ukrán nyelvű adás ezzel párhuzamosan megszűnt). Késő délután közleményt adott ki a budapesti hírigazgatóság azon nézők felé, akik a kódolatlan műholdas adást nézték, hiszen itt a váltással egyidejűleg csak az angol felirat és hangsáv maradt meg néhány napig.
2021. december 17-én bejelentették, hogy a Media Globe Networks eladja 88%-os részesedését az Alpac Capital S.A.-nak. Az Alpac Capital általi felvásárlás a francia kormány jóváhagyását követően 2022 júliusában zárult le.

## Tartalom
A televízió félóránként publikálja a legfrissebb hír-összefoglalóját, melyet részletes üzleti, európai és sportprogramok, valamint a legfontosabb európai sajtóorgánumok főcímeinek áttekintése és az időjárás-jelentés követ. Az Euronews kiemelt programjai a témák széles skálájával foglalkoznak, mint például: tudomány, mozi, divat, új technológiák, világűr.
A TVR2 egyébként napi félórás román nyelvű Euronews hír-összefoglalót vetít minden hétköznap.
2020. október 22-én a világon elsőként a nemzetközi képről leválasztott magazinműsort indított a magyar Euronews: a Mihálovits András vezette Business Class csütörtökönként jelentkezik egy rendkívül széles látókörű üzleti talkshow-ként, melynek készítését a MasterCard finanszírozza.

## Története
Kezdetben az Euronews a műsorát Lyon-ból sugározta, később 1996-ban a televízió Londonban felállított egy további stúdiót.
A csatornát eredetileg tizenegy műsorszolgáltató alapította. 1994-ben az angol ITN 31%-os részesedést szerzett a televízióban, de az Euronews üzemeltetése és műsorszórási engedély továbbra is a többségi tulajdonos, a SOCEMIE hatáskörébe tartozott. 1999-ben az Euronews elindította a digitális műsorszórását. Az ITN 2003-ban eladta a televízióban lévő részesedését. 2008. május 27-én a spanyol RTVE úgy döntött, hogy kiszáll az Euronews-ból, hogy saját nemzetközi csatornájával, a TVE Internacional-lal foglalkozzon.

## Jelenlét
A televízió programját világszerte sugározzák kábelen, digitális műholdon és földfelszíni terjesztésben. A csatorna ezenkívül megtalálható a mobilszolgáltatók kínálatában (3G, VOD), ADSL/széles sávú internet hálózatokon és az élő adás nézhető a nemzetközi légitársaságok fedélzetén is. Az Euronews 2007 októbere óta elérhető a YouTube-on is.

## Műsorok
- Adventures
- Aid Zone
- Business Class (sajátgyártású műsor)
- Business Line
- Business Planet
- Business Weekly
- Cinema
- Climate Update
- Cult
- Explore
- Euronews Aktuális
- Euronews Ma Este
- Flashback
- Focus
- Futuris
- Global Weekend
- Insiders
- Insight
- Jó Reggelt Európa
- Levegőminőség-előrejelzés
- Meteo Airport
- Meteo Europe
- Meteo World
- Musica
- No Comment
- No Comment Of The Week
- Ocean
- Postcards
- Real Economy
- Smart Regions
- Spotlight
- State Of The Union
- Target
- Taste
- The Global Conversation
- Sci-Tech
- Unreported Europe

## Nemzetközi adásváltozatok
| Adás nyelve | A tévéadás indulása              | A tévéadás megszűnése |
| ----------- | -------------------------------- | --------------------- |
| angol       | 1993. január 1.                  |                       |
| német       | 1993. január 1.                  |                       |
| francia     | 1993. január 1.                  |                       |
| olasz       | 1993. január 1.                  |                       |
| spanyol     | 1993. január 1.                  |                       |
| portugál    | 1999 november                    |                       |
| orosz       | 2001. szeptember 17.             |                       |
| arab        | 1993. január 1. 2008. július 12. | 1994 2017 május       |
| török       | 2001. január 30.                 | 2018 január           |
| perzsa      | 2010. október 27.                | 2017 május            |
| lengyel     | 2011. június 16.                 | 2012 január           |
| ukrán       | 2011. augusztus 24.              | 2017. május 22.       |
| görög       | 2012. december 18.               |                       |
| magyar      | 2013. május 30.                  |                       |
| albán       | 2019. november 21.               |                       |
| georgiai    | 2020. augusztus 31.              |                       |
| szerb       | 2021. június 3.                  |                       |
| bolgár      | 2022. május 5.                   |                       |
| román       | 2022. május 25.                  |                       |

## Fordítás
- Ez a szócikk részben vagy egészben  az   Euronews című angol Wikipédia-szócikk fordításán alapul.  Az eredeti cikk szerkesztőit annak laptörténete sorolja fel. Ez a jelzés csupán a megfogalmazás eredetét és a szerzői jogokat jelzi, nem szolgál a cikkben szereplő információk forrásmegjelöléseként.